# VDQSワイン
VDQSワイン（フランス語: Vins délimités de qualité supérieure）とは、2011年まであったフランスワインの規格である。2011年に全ての産地がAOCに昇格した。しかし2010年までに瓶詰めされた商品がまだ出回っているので、ここに記述しておく。
フランスワインで最上位にあるアペラシオン・ドリジーヌ・コントロレ(AOC)の1ランク下のカテゴリーで、ぶどうの収穫量やワインのアルコール度数などの規制が少し緩い。かつてはフランス全土にかなりの数があり、生産量もワイン全体の2割以上を占め、AOCより多かったが、70年代後半から次々にAOCに昇格したため、21世紀の初めには全体の1％ほどになった。欧州連合のワイン法に、これに該当するカテゴリーがないこともあり、2011年12月31日をもって、この規格は廃止された。
今世紀に入ってから2007年に、ラングドック＝ルシヨン地方のコート・ド・ラ・マルペールが、マルペールと改称してAOCに昇格、また、2009年のワイン法(INAO)の改正で、フランス南東部アン県のビュジェと、ロワール地方のサン・プルサンがAOCに昇格した。
ここには最後の年まで存在した産地名を掲載しておく。
- Châteaumeillant シャトーメイヤン　ロワール
- Coteaux d'Ancenis コトー・ダンスニ　ロワール
- Coteaux du Quercy コトー・デュ・ケルシー　南西部
- Côte d'Auvergne コート・ドーヴェルニュ　ロワール
- Côtes de Millau コート・ド・ミヨー　南西部
- Côtes de Saint-Mont コート・ド・サン・モン　南西部
- Côtes du Brulhois  コート・デュ・ブリュロワ　南西部
- Fiefs vendéens フィエフ・ヴァンデアン　ロワール
- Gros plant グロ・プラン ロワール
- Haut Poitou オー・ポワトゥ　ポワトゥ・シャラント
- Moselle モーゼル　ロレーヌ
- fr:Saint-sardos (AOVDQS) サン・サルドス フランス南西部
- Tursan テュルサン　アキテーヌ地方ランド県
- Vin du Thouarsais ヴァン・デュ・トゥアルセ　ロワール
- Vins d'Entraygues et du Fel ヴァン・ダントライユ・エ・デュ・フェル
- Vins d'Estaing ヴァン・デスタン　南西部
- Vins de Lavilledieu ヴァン・ラヴィルデュー　南西部